# 醒井養鱒場

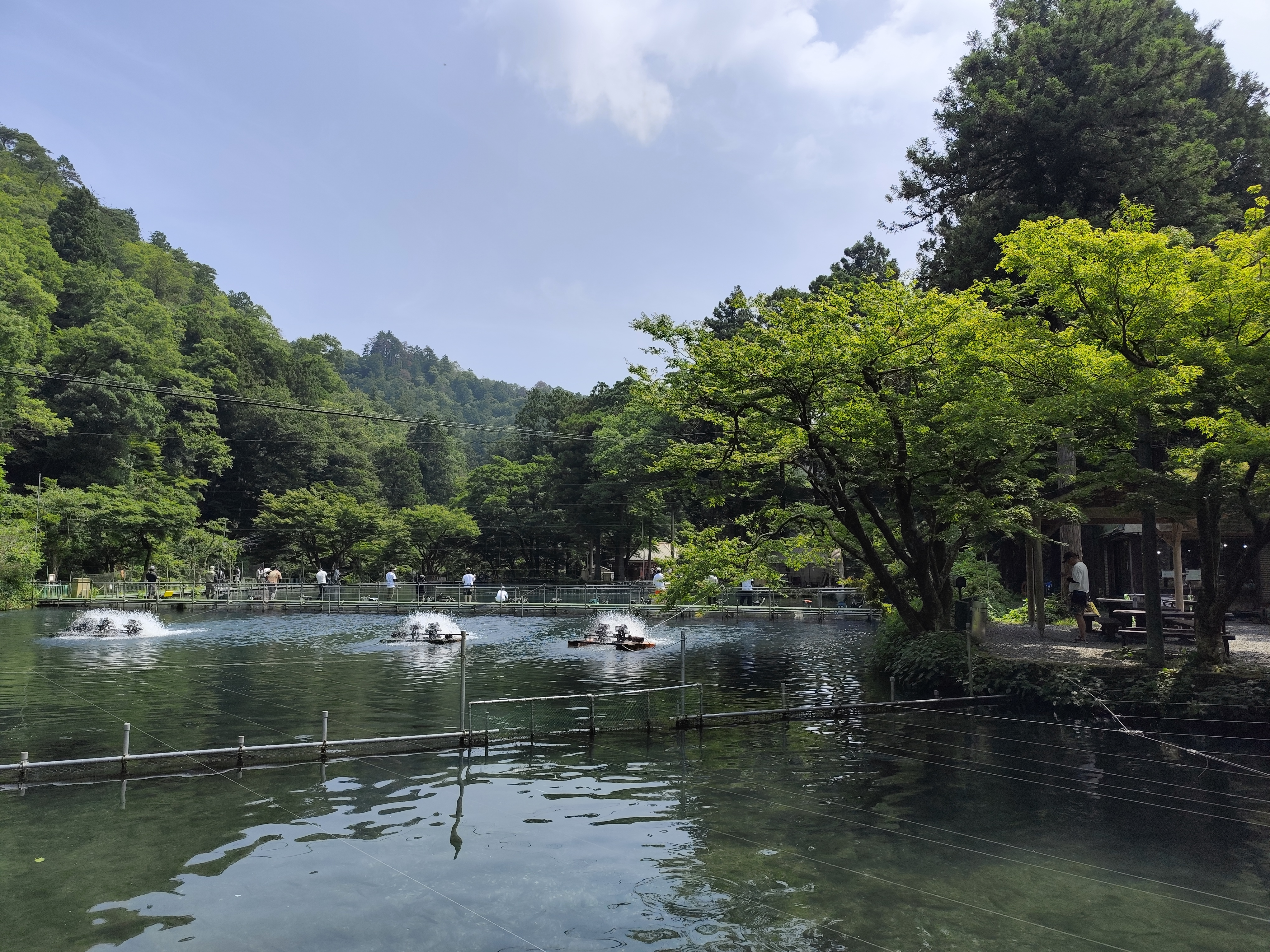
醒井養鱒場（2025年7月）

醒井養鱒場（さめがいようそんじょう）は、滋賀県米原市にある、県立淡水魚養殖・研究施設。滋賀県には滋賀県水産試験場が彦根市にある。

## 沿革
- 1878年（明治11年）：琵琶湖に棲むビワマスの養殖の目的で県営孵化場を設置する。
- 1879年（明治12年）：現在地に移転する。
- 1885年（明治18年）：民間に払い下げる。
- 1929年（昭和4年）：再び県営、滋賀県立水産試験場付属醒井養鱒場となる。
- 1977年（昭和52年）：滋賀県醒井養鱒場となる。
- 1992年（平成4年）：採卵場を新築。水源地の集水槽内に自動除塵設備を整備。
- 1993年（平成5年） - 1994年（平成6年）：養魚用水路に自動除塵設備を整備し、稚魚池、親魚飼育池および餌付池に自動給餌機を設置。
- 1997年（平成9年）：老朽化した飼育池を解体、排水処理施設、研修施設、渓流魚観察池および渓流釣り体験池等を新設。
- 2000年（平成12年）：滋賀県水産試験場醒井養鱒分場となる。

## 施設
醒井渓谷の豊かな水を利用し、ニジマスを主に、アマゴ・イワナなど清流のみでしか生息することができない数々の淡水魚が生育されており、総面積は約19 haである。大小80あまりの池があり、ニジマスの数に関しては約160万尾といわれる。場内には釣り堀や料理店があり、釣り堀で釣った鱒を料理店に持ち込んで、調理してもらうことも可能。場内には、清流飲用所もある。
なお、ここで養殖されたニジマスは、JR米原駅の駅弁である「元祖鱒寿し」の食材としても使用されている。

### 入場料
- 大人：540円
- 高校生・大学生：320円
- 小学生・中学生：無料
- 6歳未満：無料
- 滋賀県内在住の65歳以上：無料[注 1]
- 障がい者：無料[注 1]

## 開場時間
- 8時30分 - 17時00分（2月 - 6月・9月 - 11月）
- 8時30分 - 18時00分（夏期：7月 - 8月）
- 8時30分 - 16時00分（冬期：12月 - 翌年1月）

※平日は9時00分開場。年末年始（12月28日 - 翌年1月4日）は休業。

## 所在地
滋賀県米原市上丹生

## アクセス

### 鉄道
JR東海道本線醒ケ井駅より徒歩約60分、またはデマンドタクシー「まいちゃん号」（要予約）利用。

### 自動車
北陸自動車道米原ICから国道21号を伊吹・関ケ原方面へ。醒ケ井駅前交差点を右折。
備考
- 2017年9月30日までは醒ケ井駅より近江鉄道バス（※湖国バス設立後は同事業者に変更）が運行されていた（養鱒場まで約10分）。この路線は日本国有鉄道の周遊券の準周遊指定地接続路線で、醒井養鱒場も準周遊指定地であった。ちなみに、1968年10月1日ダイヤ改正時点での運行本数は1日14往復、運賃は30円だった[1]。